# Kenichi Horie
Ken’ichi Horie (japanisch 堀江 謙一, Horie Ken'ichi; * 8. September 1938 in Osaka) ist ein japanischer Segler und Forscher, der sich mit Alleinüberquerungen und alternativen Antriebskonzepten in der Seefahrt beschäftigt.

## Leben und Karriere
Horie war 1962 der erste Japaner, der eine Alleinüberseglung des Pazifik durchführte. Er startete in Nishinomiya (Präfektur Hyōgo) und erreichte San Francisco in 94 Tagen. 1973 machte er eine Weltumseglung in 275 Tagen und setzte damit einen Weltrekord für eine nonstop Segelfahrt. 1996 überquerte Horie mit einem solarbetriebenen Boot von Ecuador nach Tokyo erneut den Pazifik, 2002 wiederholte er diese Fahrt in die Gegenrichtung (von Japan nach San Francisco); er verwendete dazu ein Segelboot aus recycelten Whiskyflaschen. Mit der Suntory Mermaid II gelang ihm 2008 mit einem Katamaran, der allein durch die Energie der Wellen angetrieben wurde, erneut eine Pazifik-Überquerung.